# Ръгби клуб „Янтра“ (Габрово)
Ръгби клуб „Янтра“ е български спортен клуб, развиващ спорта ръгби в град Габрово.
Основан е през есента на 1973 година, като секция към тогавашното ДФС „Янтра“. Първите му мачове след учредяването са с „Миньор“ и ЖСК-Спартак (Варна). След промените в спорта и закриването на ДФС, ръгби секцията е регистрирана като Ръгби клуб „Янтра“ с решение на Габровския окръжен съд от 17.07.1991 година.
Клубът е многократен медалист от Републиканско първенство по Ръгби 15, както и по Ръгби 7 и юношеските първенства.
Мачовете се играят на стадион „Христо Смирненски“